# Filiki Eteria

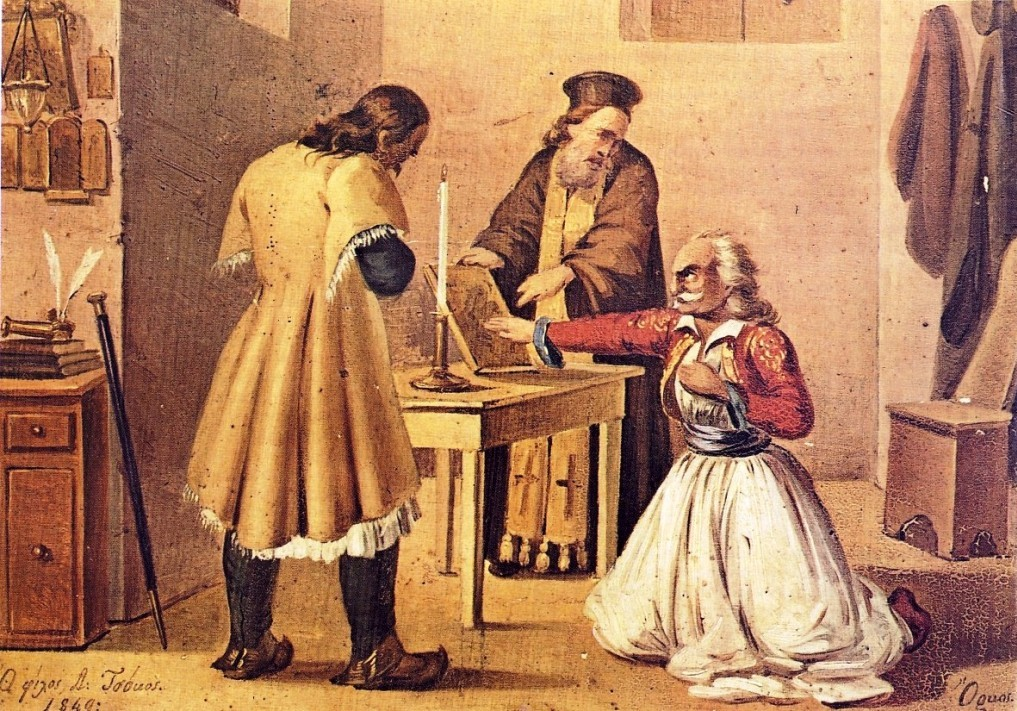
Nový člen společnosti skládá přísahu

Filiki Eteria (řecky: Φιλική Εταιρεία nebo Εταιρεία των Φιλικών, což znamená Přátelské sdružení) byla tajnou organizací pracují počátkem 19. století na svržení osmanské správy v Řecku a vytvoření samostatného řeckého státu. Členy tohoto sdružení byli hlavně mladí fanariotští Řekové z Ruska a lidoví náčelníci z tehdejšího Řecka. Jedním z vůdců organizace byl i Alexandros Ypsilantis.
Snaha Filiki Eterie byla korunována úspěchem — roku 1821 povstalo řecké obyvatelstvo proti osmanské nadvládě a o deset let později byl velmocemi uznán samostatný řecký stát jakožto nové Řecké království.